# Jewgienij Rejn
Jewgienij Borisowicz Rejn (ros. Евге́ний Бори́сович Рейн, ur. 29 grudnia 1935 w Leningradzie) – rosyjski poeta.
Należał do grupy poetów (obok Iosifa Brodskiego, Dmitrija Bobyszewa i Anatolija Najmana), której patronowała Anna Achmatowa. Przed okresem pieriestrojki jego wiersze były rozpowszechnianie głównie przez samizdat lub publikowane w zagranicznych pismach. Jego twórczość ma charakter wyznań (liryka konfesyjna), w czym przypomina świat wyobraźni Giennadija Ajgiego i Olega Czuchoncewa; charakteryzuje ją neoklasycystyczna klarowność wizji, precyzja i językowa prostota. Opublikował zbiory wierszy, m.in. Imienia otcow (1984), Bieriegowaja połosa (1989), Niepoprawimyj dień (1991), Priedskazanije: Poemy (1994).